# Konstantín Kravchuk
 Konstantín Vladímirovich Kravchuk  nacido el 23 de febrero de 1985 es un tenista profesional ruso, nacido en la ciudad de Moscú.

## Carrera
Comenzó a jugar tenis de cinco años de edad, "que era un sueño de mi madre" y utiliza el revés a dos manos. Habla Ruso e Inglés. Su padre, Vladimir, trabaja como jefe de seguridad de la oficina de correos, su madre, Irina, es un psicóloga. Le gusta jugar en canchas duras y sus golpes favoritos son el servicio y el golpe de derecha. Su torneo favorito es el Torneo de San Petersburgo y su ídolo de niño era Roger Federer.
A finales de febrero del año 2014, ganó el Challenger La Manche que se jugó en la ciudad francesa de Cherburgo-Octeville. Junto al finés Henri Kontinen derrotaron en la final a la pareja local formada por Pierre-Hugues Herbert y Albano Olivetti en tres sets.
Su ranking más alto a nivel individual fue el puesto n.º 126, alcanzado el 29 de noviembre de 2010. A nivel de dobles alcanzó el puesto n.º 100 el 17 de marzo de 2014.
Ha ganado hasta el momento un título de la categoría ATP Challenger Series en individuales, y diez torneos en calidad de dobles.

### Copa Davis
Desde el año 2013 es participante del Equipo de Copa Davis de Rusia. Tiene en esta competición un récord total de partidos ganados/perdidos de 2/1 (1/0 en individuales y 1/1 en dobles).

## Títulos; 13 (3 + 10)
| Leyenda               | Individuales | Dobles |
| --------------------- | ------------ | ------ |
| ATP Challenger Series | 3            | 10     |

### Individuales
| N.º | Fecha      | Torneo                      | Superficie  | Rival en la final | Resultado     |
| --- | ---------- | --------------------------- | ----------- | ----------------- | ------------- |
| 1   | 30.11.2009 | Challenger de Janty-Mansisk | Carpeta (i) | Marcel Granollers | 1–6, 6–3, 6–2 |
| 2   | 08.05.2016 | Challenger de Busan         | Dura        | Daniel Evans      | 6–4, 6–4      |
| 3   | 16.10.2016 | Challenger de Tashkent      | Dura        | Denis Istomin     | 7–5, 6–4      |

### Dobles
| N.º | Fecha      | Torneo                   | Superficie    | Pareja                | Rival en la final                     | Resultado              |
| --- | ---------- | ------------------------ | ------------- | --------------------- | ------------------------------------- | ---------------------- |
| 1.  | 19.05.2008 | Challenger de Fergana    | Dura          | Łukasz Kubot          | Aleksandr Krasnorutsky Vaja Uzakov    | 6–4, 6–1               |
| 2.  | 23.03.2009 | Challenger de Sarajevo   | Dura (i)      | Dawid Olejniczak      | James Auckland Rogier Wassen          | 6–2, 3–6, [10–7]       |
| 3.  | 31.07.2011 | Challenger de Astaná (1) | Dura          | Denys Molchanov       | Arnau Brugués-Davi Malek Jaziri       | 7–6(4), 6–7(1), [10–3] |
| 4.  | 20.07.2012 | Challenger de Penza      | Dura          | Nikolaus Moser        | Yuki Bhambri Divij Sharan             | 6–7(5), 6–3, [10–7]    |
| 5.  | 29.07.2012 | Challenger de Astaná (2) | Dura (i)      | Denys Molchanov       | Karol Beck Kamil Čapkovič             | 6–4, 6–3               |
| 6.  | 12.08.2012 | Challenger de Pozoblanco | Dura          | Denys Molchanov       | Adrian Mannarino Maxime Teixeira      | 6–3, 6–3               |
| 7.  | 30.09.2012 | Challenger de Lermontov  | Tierra batida | Denys Molchanov       | Andrey Golubev Yuri Schukin           | 6–3, 6–4               |
| 8.  | 17.08.2013 | Challenger de Kazan      | Dura          | Victor Baluda         | Ivo Klec Jürgen Zopp                  | 6–3, 6-4               |
| 9.  | 02.03.2014 | Challenger de Cherburgo  | Dura (i)      | Henri Kontinen        | Pierre-Hugues Herbert Albano Olivetti | 6-4, 63-7, [10-7]      |
| 10. | 06.09.2014 | Challenger de Saint-Rémy | Dura          | Pierre-Hugues Herbert | David Guez Martin Vaisse              | 6-1, 7-63              |